# Conus trencarti
Espèce
Statut de conservation UICN

 NT  : Quasi menacé
Conus trencarti est une espèce de mollusques gastéropodes marins de la famille des Conidae.
Comme toutes les espèces du genre Conus, ces escargots sont prédateurs et venimeux. Ils sont capables de « piquer » les humains et doivent donc être manipulés avec précaution, voire pas du tout.

## Description
La taille de la coquille varie entre 20 mm et 27 mm.

## Répartition
Cette espèce est présente dans l'océan Atlantique au large du Sénégal.

### Niveau de risque d’extinction de l’espèce
Selon l'analyse de l'UICN réalisée en 2011 pour la définition du niveau de risque d'extinction, cette espèce récemment décrite est endémique du Sénégal où elle a été trouvée au large de la ville de Dakar aux Almadies en eau profonde et n'est actuellement connue que d'un seul point de prélèvement. Elle est probablement restreinte aux habitats rocheux où elle se trouve à une profondeur de 20-30 m, ce qui signifie qu'elle ne peut pas être capturée par dragage ou chalutage, avec de puissants courants de marée rendant l'échantillonnage par plongée difficile (E. Monnier comm. pers. 2011). Les seules menaces qui pèsent sur l'espèce sont les événements de pollution majeurs et aucune mesure de conservation connue n'est actuellement en place pour cette espèce. En conséquence, elle est évaluée comme quasi-menacée.

## Taxonomie

### Publication originale
L'espèce Conus trencarti a été décrite pour la première fois en 2008 par les malacologistes belges Frank Nolf (d) et Johan Carl Verstraeten (d),.

### Synonymes
- Conus (Lautoconus) trencarti Nolf & Verstraeten, 2008 · non accepté
- Lautoconus trencarti (Nolf & Verstraeten, 2008) · non accepté
- Varioconus trencarti (Nolf & Verstraeten, 2008) · appellation alternative